# 锡比托凯省
锡比托凯省（Cibitoke Province）布隆迪17个省之一。在布隆迪西北部。首府锡比托凯。东部有热带雨林。全省面积1,636平方公里。人口491000人，人口密度300.11人/平方公里。